# Alto Astral
Alto Astral è una telenovela brasiliana trasmessa da TV Globo tra il 3 novembre 2014 e l'8 maggio 2015.
La telenovela ha investito in attori famosi molto popolari tra i giovani di quel tempo. Tra loro ci sono Guilherme Leicam, Giovanna Lancellotti, Sophia Abrahão e Sergio Malheiros.

## Trama
Il giovane medico Caíque (Sergio Guizé) ha la capacità di vedere e parlare con gli spiriti. Egli si innamora di Laura (Nathalia Dill), che è sentimentalmente legata a suo fratello, Marcos (Thiago Lacerda). Il triangolo amoroso genera tensioni tra i fratelli.

## Cast
- Sergio Guizéː Carlos Henrique "Caíque" Bittencourt
- Nathalia Dillː Laura Martins
- Thiago Lacerdaː Marcos Bittencourt
- Claudia Raiaː Samantha Santana
- Christiane Torloniː Maria Inês Pereira Bittencourt
- Débora Nascimentoː Sueli Caldas
- Edson Celulariː Marcelo Barbosa
- Sílvia Pfeiferː Úrsula Barbosa
- Marcelo Médiciː Castilho
- Nathália Costaː Bella
- Leopoldo Pachecoː Manuel Pereira
- Elizabeth Savallaː Cristina "Tina" Pereira
- Kadu Moliternoː Pedro Romantini
- Hugo Bonemerː Nicolas Romantini
- Kayky Britoː Israel Pereira
- Sabrina Petragliaː Itália Pereira
- Giovanna Lancellottiː Bélgica Pereira
- Gabriel Godoyː Afeganistão Pereira
- Raquel Fabbriː Bia Martins
- Guilherme Leicamː Gustavo Martins
- Otávio Augustoː Vicente Martins
- Norival Rizzoː Walter Escobar
- Maitê Proençaː Kitty Santana
- Alejandro Claveauxː César Santana
- Adriana Pradoː Suzana Santana Peixoto
- Sophia Abrahãoː Gabriela "Gaby" Santana Peixoto
- Fábio Audiː Heitor Santana Peixoto
- Marilu Buenoː Marieta Santana
- Ana Carbattiː Aurélia Duarte
- Sergio Malheirosː Emerson Duarte
- JP Rufinoː Adeilson "Azeitona" Duarte
- Conrado Caputoː Pepe "Pepito" Perez
- Simone Gutierrezː Morgana
- Marat Descartesː Fernando Tallarico
- Totia Meirelesː Adriana Máximo
- Monica Iozziː Scarlett Máximo
- Carlo Portoː Eduardo Tavares
- Maria Carolː Nildes
- Debora Rebecchiː Liz Barbosa
- Nando Rodriguesː Ricardo Barbosa
- Rosanne Mulhollandː Débora Lara
- Rodrigo Serranoː Murilo Santiago
- Debora Olivieriː Meire Rosas
- Marianna Armelliniː Ana Dirce Rosas
- Rodrigo Lopézː Salvador Stigler
- Pedro Farahː Afonso
- Nina Frosiː Dionice
- Lana Gueleroː Lucia Garcia